# SÄMUS
SÄMUS, förkortning för Särskild Ämnesutbildning i Musik, var en försöksverksamhet avseende musiklärarutbildning som pågick under åren 1971–1978 i Göteborg (från 1971), Malmö (från 1973) och Piteå (från 1976).
Utbildningarna startades av den av regeringen tillsatta kommittén OMUS (Organisationskommittén för högre musikutbildning i Sverige). Se vidare proposition 1970:25 samt Riksarkivet 323069 Organisationskommittén för högre musikutbildning (OMUS) 1970-1978. SÄMUS-utbildningens första utbildningsledare var musikvetaren docent Jan Ling. Hans kulturella, pedagogiska och politiska engagemang påverkade såväl utbildningen på alla tre utbildningsorter liksom senare hela den svenska reformeringen av högre musikutbildning år 1978. SÄMUS var den första svenska högskoleutbildningen i musik där man inte enbart spelade och sjöng klassisk musik (västerländsk konstmusik). Jazz, folkmusik, pop och rock med mera var viktiga musikaliska uttryck. Det politiska engagemanget var stort under början av 1970-talet, vilket bland annat påverkade utbildningens styrformer. Högsta beslutande organ inom utbildningen var det s.k. stormötet. Under flera år pågick också en intensiv debatt vad gäller graderade betyg. Utbildningen, liksom OMUS-kommittén, var påverkad av 1970-talets politiska liv och av den kulturpolitiska debatten i Sverige.
SÄMUS-utbildningen lade en ny innehållsmässig grund för de svenska musikhögskolornas samtliga utbildningar. Främst gällde detta genom att musikhögskolan från och med 1978 öppnade upp för nya genrer, framför allt jazz-, rock- och folkmusik, vilket alltså blev något nytt efter 200 års högre musikutbildning i Sverige med enbart klassisk musikinriktning (1771 grundades Kungliga Musikaliska Akademien). Musikforskaren Jan Lings betydelse var avgörande för SÄMUS-utbildningen liksom för såväl övrig högre musikutbildning som det svenska musiklivets utveckling.
I samband med högskolereformen 1977 överfördes all högre musikutbildning till universitets- och högskolesystemet. Erfarenheterna från SÄMUS blev en viktig grund för den musiklärarutbildning som år 1978 startade på landets sex musikhögskolor.  Musiklärarutbildningen delades då i tre inriktningar: 2-ämneslärarutbildning (tidigare SÄMUS-utbildning), dvs. lärare med musik och annat ämne (svenska, engelska, matematik, historia), grundskole- och gymnasielärarutbildning, GG, med inriktning mot klassundervisning samt instrumental- och ensemblelärare, IE, med inriktning mot musikundervisning i kommunal musikskola och annan frivillig musikundervisning.